# Vạn Bằng
Vạn Bằng (giản thể: 万鹏, phồn thể: 萬鵬, bính âm: Wàn Péng. Tên Tiếng Anh: Elaspe Wan) sinh ngày 20 tháng 8 năm 1996 là một nữ diễn viên, người mẫu và vũ công người Trung Quốc. Tốt nghiệp Khóa 14 Khoa múa cổ điển Học viện Vũ đạo Bắc Kinh, trực thuộc công ty giải trí Easy Entertainment. Năm 2018, Vạn Bằng đóng vai chính trong tác phẩm đầu tay Sống không dũng cảm uổng phí thanh xuân, từ đó bắt đầu sự nghiệp diễn xuất của mình. Tháng 5 năm 2019, cô giành được giải thưởng Nữ diễn viên xuất sắc nhất của Hội nghị nghe nhìn mạng Trung Quốc cho bộ phim.

## Sự nghiệp
Năm 2014, Vạn Bằng xuất thân từ Học viện Vũ đạo Bắc Kinh, nhưng với tình yêu và niềm đam mê biểu diễn của mình, cô ấy đã nhận được một năm đào tạo biểu diễn tại Nhất Tâm Nhất Gia Nhất để học hỏi các kỹ năng chuyên môn khác nhau. Năm 2018, Vạn Bằng đóng vai chính trong bộ phim thể loại thanh xuân vườn trường Sống không dũng cảm uổng phí thanh xuân, cô vào vai một nữ sinh trung học 18 tuổi, đây cũng chính là bộ phim đánh dấu màn ra mắt đầu tiên của cô trên màn ảnh.
Năm 2019, Vạn Bằng tham gia diễn xuất trong bộ phim tình cảm giả tưởng Cô Gái Ngoài Hành Tinh Sài Tiểu Thất, cô đóng vai Sài Tiểu Thất, một cô gái người ngoài hành tinh đáng yêu. Cùng năm, Vạn Bằng tham gia diễn xuất trong bộ phim Thần Thám, lấy bối cảnh thời dân quốc do Vưu Tĩnh Như cùng Bạch Vũ đóng chính, trong phim cô vào vai La Phi Muội Muội. Sau đó, cô tham gia vào chương trình truyền hình Tôi và người quản lý của tôi. Tại lễ trao giải 7th China Internet Radio and Video Convention, cô nhận được giải thưởng nữ diễn viên xuất sắc nhất cho bộ phim Sống Không Dũng Cảm Uổng Phí Thanh Xuân.
Năm 2020, cô cùng Vương Dĩ Luân hợp tác trong bộ phim tình cảm thanh xuân vườn trường Mối Tình Đầu Nhiều Năm Như Thế, thủ vai sinh viên thể thao Hùng Y Phàm. Không lâu sau, cô vào vai nữ chính Hạ Nhuế, một barista có thiên phú trong bộ phim Cảm Ơn Vì Đã Để Anh Gặp Được Em, hợp tác cùng Quách Tuấn Thần.
Ngày 11 tháng 4 năm 2021, Vạn Bằng và Trương Diệu tái hợp trong bộ phim cổ trang Bạch Ngọc Tư Vô Hà, cô vào vai thị nữ Thủy Vô Hà tính khí cao ngạo. Ngày 4 tháng 5, bộ phim truyền hình ngắn Lý Tưởng Chiếu Rọi Trung Quốc do cô tham gia được phát sóng trên kênh Hồ Nam TV. Ngày 3 tháng 8, Hóa Ra Em Rất Yêu Anh do cô thủ vai Tang Vô Yên đã được phát sóng trên iQIYI, bộ phim đã đem lại nhiều thành công trong sự nghiệp diễn xuất của cô.
Ngày 11 tháng 4 năm 2022, bộ phim Một Năm Không Có Việc Làm do cô thủ vai Tiểu Vũ hợp tác cùng Lạt Mục Dương Tử và Trạch Tử Lộ được phát sóng đồng thời trên đài truyền hình Hồ Nam TV và Mango TV, đánh dấu sự trở lại màn ảnh nhỏ sau gần 1 năm vắng bóng. Ngày 16 tháng 9, nối tiếp chuỗi thành công của bộ phim Cô Gái Ngoài Hành Tinh Sài Tiểu Thất năm 2019, hợp tác cùng Từ Chí Hiền, Cô Gái Ngoài Hành Tinh Sài Tiểu Thất 2 viết tiếp câu chuyện tình còn dang dở ở phần 1. Ngày 10 tháng 10, bộ phim truyền hình Mười Năm Của Chúng Ta được phát sóng.  Tháng 8 năm  2022, bộ phim cổ trang Tiên Kiếm Kỳ Hiệp 6: Kỳ Kim Triêu khai máy với sự tham gia dàn cast: Hứa Khải, Ngu Thư Hân. Cô đảm nhận vai thứ chính Lạc Chiêu Ngôn. Đồng thời, đánh dấu sự trở lại của cô với mảng cổ trang sau nhiều năm vắng bóng. Tháng 12 cùng năm, phim đóng máy.
Đầu tháng 3 năm 2023, cô nhập đoàn tham gia bộ phim Sắc Xuân Gửi Người Thương với vai diễn Vương Tây Hạ, hợp tác cùng Lý Hiện và Châu Vũ Đồng.
Năm 2024, hai bộ phim cô tham gia Tiên Kiếm Kỳ Hiệp 6: Kỳ Kim Triêu và Sắc Xuân Gửi Người Thương lần lượt lên sóng. Hai tác phẩm đã góp phần tăng thêm tên tuổi của cô cũng như khả năng diễn xuất trong cả hai mảng phim cổ trang và phim hiện đại.

## Danh sách phim

### Phim truyền hình
| Năm  | Tựa đề                                         | Tựa đề gốc          | Vai                | Bạn diễn                                    | Ghi chú   |
| ---- | ---------------------------------------------- | ------------------- | ------------------ | ------------------------------------------- | --------- |
| 2018 | Sống Không Dũng Cảm Uổng Phí Thanh Xuân        | 人不彪悍枉少年      | Dương Tịch         | Hầu Minh Hạo                                | Vai chính |
| 2019 | Thần Thám                                      | 绅探                | La Phi Muội Muội   | Bạch Vũ                                     | Vai phụ   |
| 2019 | Cứu Viện Cực Nhanh                             | 极速救援            | Ngụy Tiểu Thanh    |                                             | Vai phụ   |
| 2019 | Cô Gái Ngoài Hành Tinh Sài Tiểu Thất           | 外星女生柴小七      | Sài Tiểu Thất      | Thassapak Hsu                               | Vai chính |
| 2020 | Mối Tình Đầu Nhiều Năm Như Thế                 | 初恋了那么多年      | Hùng Y Phàm        | Vương Dĩ Luân                               | Vai chính |
| 2020 | Cảm Ơn Vì Đã Để Anh Gặp Được Em                | 谢谢让我遇见你      | Hạ Nhuế            | Quách Tuấn Thần                             | Vai chính |
| 2021 | Bạch Ngọc Tư Vô Hà                             | 白玉思无瑕          | Thủy Vô Hà         | Trương Diệu                                 | Vai chính |
| 2021 | Lý Tưởng Chiếu Rọi Trung Quốc: Vọng TInh Không | 理想照耀中国        | Châu Kỳ            |                                             | Vai phụ   |
| 2021 | Hoá Ra Em Rất Yêu Anh                          | 原来我很爱你        | Tang Vô Yên        | Lâm Ngạn Tuấn                               | Vai chính |
| 2022 | Một Năm Không Có Việc Làm                      | 没有工作的一年      | Tiểu Vũ            | Lạt Mục Dương Tử, Trạch Tử Lộ, Lý Tuấn Hiền | Vai chính |
| 2022 | Cô Gái Ngoài Hành Tinh Sài Tiểu Thất 2         | 外星女生柴小七2     | Sài Tiểu Thất      | Thassapak Hsu                               | Vai chính |
| 2022 | Mười Năm Của Chúng Ta: Đường Cung Dạ Yến       | 我们这十年·唐宫夜宴 | Lâm Bội Bội        |                                             | Vai phụ   |
| 2023 | Tầng 11 Biến Mất                               | 消失的十一层        | Thịnh Lị Á         |                                             | Vai phụ   |
| 2024 | Tiên Kiếm Kỳ Hiệp 6: Kỳ Kim Triêu              | 仙剑六祈今朝        | Lạc Chiêu Ngôn     | Hứa Khải, Ngu Thư Hân, Phó Tân Bác          | Vai phụ   |
| 2024 | Sắc Xuân Gửi Người Thương                      | 春色寄情人          | Vuơng Tây Hạ       | Lý Hiện, Châu Vũ Đồng                       | Vai phụ   |
| 2025 | Kẻ Thù Thân Ái                                 | 亲爱的仇敌          | Chung Khuynh Thành | Trần Nghiên Hy, Viên Hoằng, Cao Diệp        | Vai phụ   |
| TBA  | Đánh Cắp Trái Tim Anh                          | 偷走他的心          | Lộ Tri Ý           | Mã Tư Siêu                                  | Vai chính |
| TBA  | Hãy Để Tôi Tỏa Sáng                            | 许我耀眼            | Kiều Lâm           | Trần Vỹ Đình, Triệu Lộ Tư, Đường Hiểu Thiên | Vai phụ   |
| TBA  | Giang Hồ Dạ Vũ Thập Niên Đăng                  | 江湖夜雨十年灯      | Thái Bình Thù      | Lý Quân Nhuệ                                | Khách mời |
| TBA  | Tàng Phong                                     | 藏锋                | Bách Giai Ni       |                                             | Vai chính |
| TBA  | Vạn Cổ Tối Cường Tông                          | 万古最强宗          | Lục Thiên Thiên    | Bành Dục Sướng, Trần Hạc Nhất               | Vai chính |

### Chương trình truyền hình
| Năm  | Kênh          | Tên chương trình | Tập   | Ghi chú   |
| ---- | ------------- | ---------------- | ----- | --------- |
| 2019 | Tencent Video | Me and my agent  | 8, 10 | Khách mời |
| 2021 | Mango TV      | Amazing artistry | 16    | Khách mời |
| 2023 | Mango TV      | Guel of Kung Fu  |       | Khách mời |

## Danh sách bài hát
| Bài hát                             | Tên tiếng Trung | Ngày phát hành | Phim                      | Ghi chú                                          |
| ----------------------------------- | --------------- | -------------- | ------------------------- | ------------------------------------------------ |
| Gặp Được Em                         | 遇到你          | 19/7/2021      | Hóa Ra Em Rất Yêu Anh     | Cùng Lâm Ngạn Tuấn                               |
| Những Phiền Muộn Của Người Hiện Đại | 现代人的烦恼    | 11/4/2022      | Một Năm Không Có Việc Làm | Cùng Lạt Mục Dương Tử, Trạch Tử Lộ, Lý Tuấn Hiền |

## Giải thưởng và đề cử
| Năm  | Giải thưởng                                   | Hạng mục                                 | Tác phẩm đề cử                          | Kết quả   |
| ---- | --------------------------------------------- | ---------------------------------------- | --------------------------------------- | --------- |
| 2018 | 4th China News Entertainment Awards           | Diễn viên mới xuất sắc nhất              | Sống Không Dũng Cảm Uổng Phí Thanh Xuân | Đoạt giải |
| 2019 | 7th China Internet Radio and Video Convention | Nữ diễn viên chính xuất sắc nhất         | Sống Không Dũng Cảm Uổng Phí Thanh Xuân | Đoạt giải |
| 2019 | Tencent Video All Star Awards                 | Nữ diễn viên truyền hình triển vọng nhất | Cô Gái Ngoài Hành Tinh Sài Tiểu Thất    | Đoạt giải |